# Assiomi di Wightman
In fisica, gli assiomi di Wightman, noti anche come  assiomi di Gårding–Wightman, sono il tentativo di una formulazione matematicamente rigorosa della teoria quantistica dei campi. Enunciati da Arthur Wightman e Lars Gårding nei primi anni 1950, furono pubblicati per la prima volta soltanto nel 1964, dopo che la Haag–Ruelle scattering theory confermò la loro fondatezza.
Si applicano nel contesto della teoria quantistica dei campi costruttiva (in inglese constructive quantum field theory) e hanno lo scopo di fornire una base rigorosa ai metodi perturbativi utilizzati per il trattamento dei campi quantici. Uno dei problemi per il millennio è quello di realizzare gli assiomi di Wightman nel caso dei campi di Yang-Mills.

## Gli assiomi

### W0 (assunzioni della meccanica quantistica relativistica)
La meccanica quantistica è stata descritta da von Neumann; in particolare, gli stati puri sono dati da raggi, (sottospazi uno-dimensionali), di un certo spazio di Hilbert complesso separabile.
Gli assiomi di Wightman richiedono che il gruppo di Poincaré agisca in modo unitario sullo spazio di Hilbert. In altre parole, hanno operatori dipendenti dalla posizione, detti campi quantistici che formano rappresentazioni covarianti del gruppo di Poincaré.
Il gruppo delle traslazioni spazio-temporali è commutativo, e quindi gli operatori possono essere simultaneamente diagonalizzati. I generatori di questi gruppi danno quattro operatori autoaggiunti {\displaystyle P_{0},P_{j}}, j = 1, 2, 3, che trasformano sotto il gruppo omogeneo come un quadrivettore, il quadrimpulso.
La seconda parte dell'assioma zero di Wightman è che la rappresentazione U(a, A) soddisfa la condizione spettrale, che lo spettro simultaneo dell'energia-impulso è contenuto nel cono in avanti:
{\displaystyle P_{0}\geq 0,\dots ,P_{0}^{2}-P_{j}P_{j}\geq 0.}
La terza parte è che c'è un unico stato, rappresentato da un raggio nello spazio di Hilbert, che è invariante sotto l'azione del gruppo di Poincaré. Viene chiamato vuoto.

### W1 (assunzioni sul dominio e sulla continuità del campo)
Per ogni funzione di prova f, esiste un insieme di operatori {\displaystyle A_{1}(f),\ldots ,A_{n}(f)} che, insieme ai loro aggiunti, sono definiti in un sottoinsieme denso dello spazio di Hilbert, contenente il vuoto. I campi A sono distribuzioni temperate a valori operatoriali. Lo spazio degli stati di Hilbert è generato dai polinomi su campi agenti sul vuoto (condizione di ciclicità).

### W2 (legge di trasformazione del campo)
I campi sono covarianti sotto l'azione del gruppo di Poincaré, e trasformano secondo una qualche rappresentazione S del gruppo di Lorentz, o SL(2,C) se lo spin non è intero:
{\displaystyle U(a,L)^{\dagger }A(x)U(a,L)=S(L)A(L^{-1}(x-a)).}

### W3 (commutatività locale o causalità microscopica)
Se i supporti di due campi hanno una separazione di tipo spazio, allora i campi o commutano o anticommutano.
La ciclicità di un vuoto, e l'unicità di un vuoto sono talvolta considerate separatamente. Inoltre, c'è la proprietà della completezza asintotica—secondo la quale lo spazio degli stati di Hilbert è generato dagli spazi asintotici {\displaystyle H^{in}} e {\displaystyle H^{out}}, che appaiono nella matrice S. L'altra importante proprietà della teoria dei campi è il gap di massa che non è richiesto dagli assiomi: lo spettro dell'energia-momento ha un gap tra zero e un qualche numero positivo.